# Stare Plavnice
Stare Plavnice – wieś w Chorwacji, w żupanii bielowarsko-bilogorskiej, w mieście Bjelovar. W 2011 roku liczyła 673 mieszkańców.